# Adenolf IV
Adenolf IV (zm. 1293) – hrabia Acerry w latach 1273-1293, syn Tomasza II i Małgorzaty Szwabskiej, nieślubnej córki cesarza Fryderyka II Hohenstaufa.
W 1286 r. został uwięziony i skazany na śmierć za zdradę. Uratowany dzięki interwencji papieża Honoriusza IV, pozostał mimo to w więzieniu aż do roku 1288, kiedy to uzyskał ułaskawienie od króla Sycylii i Neapolu, Karola II. W listopadzie 1293 r. Karol II wykorzystał śmierć papieża Mikołaja IV i związane z tym interregnum, by ponownie uwięzić Adenolfa IV, a następnie oskarżyć i skazać na śmierć za sodomię.